# Lijst van burgemeesters van Tielt
Dit is de lijst van burgemeesters van Tielt, een stad in de Belgische provincie West-Vlaanderen.
- 1800-1814: Mulle
- 1814-1826: Jacob Eugeen Larmuseau
- 1827-1830: Auguste Dury
- 1830-1836 : Jean L. Poelman
- 1836-1841 : Pierre Erard
- 1841-1881 : Charles Stevens
- 1882-1892 : Leo de Mûelenaere
- 1892-1909 : Jan Boone
- 1909-1919 : Emiel Vandevyvere
- 1919-1932 : Fritz Boone (zoon van Jan Boone)
- 1933-1946 : René Colle
- 1946-1969 : Joseph Baert
- 1969-1988 : Daniël Vander Meulen
- 1988-1995 : Firmin  Warnez
- 1995-2011 : Michiel Van Daele
- 2011-2012 : Luc Vannieuwenhuyze
- 2013-2018: Els De Rammelaere
- 2018-...: Luc Vannieuwenhuyze

Brussels Hoofdstedelijk Gewest:
Anderlecht · 
Brussel

Vlaanderen:
Aalst · 
Aarschot · 
Antwerpen · 
 Asse · 
Beernem · 
Bertem · 
Blankenberge · 
Brugge · 
Damme · 
De Haan · 
De Panne · 
Deerlijk · 
Deinze · 
Eeklo · 
Evergem · 
Galmaarden · 
Geraardsbergen · 
Gent · 
Halle · 
Hasselt · 
Herent · 
Herk-de-Stad · 
Herzele · 
Heusden-Zolder · 
Houthalen-Helchteren · 
Ichtegem · 
Kaprijke · 
Knokke-Heist · 
Kortemark · 
Kortenberg · 
Kortrijk · 
Leuven · 
Lichtervelde · 
Lievegem · 
Lokeren · 
Maldegem · 
Mechelen · 
Moerbeke-Waas · 
Ninove · 
Oostende · 
Oostkamp · 
Poperinge · 
Roeselare · 
Ronse · 
Sint-Lievens-Houtem · 
Sint-Niklaas · 
Sint-Truiden · 
Temse · 
Tielt · 
Tienen · 
Tongeren · 
Torhout · 
Veurne · 
Waregem · 
Wellen · 
Wetteren · 
Wichelen · 
Zaventem · 
Zedelgem · 
Zele · 
Zonhoven · 
Zottegem

Wallonië: 
Charleroi · 
's-Gravenbrakel · 
Morlanwelz · 
Ophain-Bois-Seigneur-Isaac · 
Waver